# Лиман (Вовчанська міська громада)
Лиман (у 1928—2016 роках — Жовтне́ве) — село в Україні, у Вовчанській міській громаді Чугуївського району Харківської області. Населення становить 542 осіб. До 2020 орган місцевого самоврядування — Симинівська сільська рада.

## Географія
Село Лиман розташоване за 4 км від річки Сіверський Донець, між річкою і селом знаходиться великий сосновий ліс, селом тече сильно заболочена безіменна річка, яка через 7 км впадає у річку Сіверський Донець. До села примикають села Цегельне, Синельникове, Симинівка. За 1 км розташоване селище Вільча, за 3 км — місто Вовчанськ. Через село пролягає автошлях територіального значення Т 2104.

## Історія
1770 рік — засноване як село Лиман.
1928 рік — перейменоване на село Жовтневе.
2016 рік — селу повернуто назву Лиман.
12 червня 2020 року, відповідно до Розпорядження Кабінету Міністрів України  № 725-р «Про визначення адміністративних центрів та затвердження територій територіальних громад Харківської області», увійшло до складу Вовчанської міської громади.
19 липня 2020 року, в результаті адміністративно-територіальної реформи та ліквідації Вовчанського району, село увійшло до складу Чугуївського району.
16 травня 2024 року внаслідок сьогоднішніх російських атак у с. Лиман поранено 44-річного жителя. За процесуального керівництва Чугуївської окружної прокуратури Харківської області розпочато досудові розслідування за фактами порушення законів та звичаїв війни (ст. 438 КК України).

## Населення

### Мова
Розподіл населення за рідною мовою за даними перепису 2001 року:
| Мова            | Відсоток |
| --------------- | -------- |
| українська      | 81,37%   |
| російська       | 16,42%   |
| ромська         | 1,66%    |
| інші/не вказали | 0,55%    |